# Sjukdomsbörda

Sjukdomsbörda av infektionssjukdomar över hela världen år 2004, mätt i funktionsjusterade levnadsår.

Sjukdomsbördan av icke-smittsamma sjukdomar över hela världen år 2004, mätt i funktionsjusterade levnadsår.

Sjukdomsbörda är de effekter som ett hälsoproblem har mätt i finansiella kostnader, dödlighet, sjuklighet, eller med andra mått. De kvantifieras (räknas) ofta i termer av kvalitetsjusterade levnadsår (QALYs) eller funktionsjusterade levnadsår (DALYs), som båda ger antalet år förlorade till sjukdomen (YLDs). En DALY kan ses som ett förlorat år av hälsosamt liv, och den samlade sjukdomsbördan kan ses som ett mått på skillnaden mellan nuvarande hälsotillstånd och perfekt hälsa (där människan lever till hög ålder utan att drabbas av sjukdom eller funktionshinder). Enligt en artikel som publicerades i The Lancet i juni 2015 var ryggsmärta och depression bland de tio främsta orsakerna till YLDs och var orsaken till mer hälsoförlust än diabetes, kronisk obstruktiv lungsjukdom och astma tillsammans. Studien bygger på data från 188 länder, som anses vara den största och mest detaljerade analysen för att kvantifiera nivåer, mönster och trender av ohälsa och funktionshinder, konstaterade att "andelen av disability-adjusted life years har ökat globalt på grund av YLDs från 21,1 procent 1990 till 31,2% under 2013." Miljöbelastning av sjukdom är definierad som antalet DALYs som kan förklaras av miljöfaktorer. Dessa mätmetoder gör det möjligt att jämföra av sjukdomsbörda mellan olika sjukdomar och samhällen, och används också för att förutse de möjliga effekterna av insatser i samhället. Det beräknade att 2014 kommer DALYs per kapita var "40% högre i låg-inkomst-och medelinkomstländer regioner" jämfört med höginkomstländer.
Världshälsoorganisationen (WHO) har gett ut detaljerade riktlinjer för att mäta sjukdomsbörda på lokal och nationell nivå. År 2004 var det hälsoproblem som gav upphov till flest YLD för både män och kvinnor: unipolär depression; år 2010, var det smärta i ländryggen. Enligt en artikel i The Lancet, publicerad i november 2014, utgör tillstånd bland åldersgruppen 60 år och äldre "23% av den totala sjukdomsbördan globalt" och ledande orsaker i denna grupp 2014 var "hjärt- och kärlsjukdomar (30.3%), elakartade tumörsjukdomar (15.1%), kroniska sjukdomar i andningsorganen (9,5 procent), muskuloskeletala sjukdomar (7.5%), och neurologiska och psykiska sjukdomar (6.6%).":549

## Missbruk
Olika typer av missbruk bidrar starkt till den samlade sjukdomsbördan i Sverige och orsakar förluster av levnadsår och friska produktiva år. År 2010 var tobaksrökning den fjärde största riskfaktorn för ohälsa, alkohol den åttonde och narkotikabruk på tionde plats. Sammanlagt beräknades dessa bidra till 12 procent av den samlade sjukdomsbördan i Sverige, mätt i DALYs som inkluderar både dödlighet och sjuklighet.